# Jessica Lee Rose
Jessica Lee Rose (Salisbury, 26 aprile 1987) è un'attrice statunitense di origini neozelandesi.
È principalmente ricordata per aver interpretato il ruolo di Bree in lonelygirl15, webserie andata in onda tra il 16 giugno 2006 e il 1º agosto 2008.

## Carriera
Nell'estate del 2006 ha debuttato in lonelygirl15, webserie nella quale interpretava la sedicenne Bree che aggiornava periodicamente un seguitissimo vlog su YouTube; il dubbio sul fatto che Bree fosse o meno un personaggio di finzione ha portato Rose ad una "confessione" pubblica sul Washington Post, allargando il fenomeno internettiano ai mass-media tradizionali. Nel 2007 le è stato conferito il Webby Award come Film & Video Awards Best Actress.
Lasciata la webserie il 1º agosto 2008, Rose si è dedicata al ruolo di Jen K. nella prima stagione di Greek, trasmessa su ABC Family; successivamente è apparsa in alcuni film per la televisione quali Perfect Sport e Ghost Town su Syfy Channel.
Nel novembre del 2008, insieme all'amica e collega Taryn Southern, ha lanciato una casa di produzione chiamata Webutantes.